# 熊谷統括センター
熊谷統括センター（くまがやとうかつセンター）は、東日本旅客鉄道（JR東日本）高崎支社の駅・運転士・車掌を所管する組織である。
2024年3月16日に熊谷営業統括センターに、籠原運輸区を統合して発足。

## 所管

### 駅
- 熊谷駅 - 所長所在駅
- 宮原駅★
- 上尾駅
- 北上尾駅★
- 桶川駅★
- 北本駅★
- 鴻巣駅
- 北鴻巣駅★
- 吹上駅★
- 行田駅★
- 籠原駅
- 深谷駅★
- 岡部駅★
- 本庄駅
- 神保原駅★
- 本庄早稲田駅

★: JR東日本ステーションサービスに業務委託

### 乗務ユニット
- 籠原駅構内に設置（旧籠原運輸区）
- 担当線区（運転士）
  - 東北本線（宇都宮線）：上野 - 東大宮操車場間
  - 高崎線：大宮 - 高崎間
- 担当線区（車掌）
  - 高崎線：上野 - 高崎間

## 歴史
- 2022年3月12日 - 熊谷営業統括センター（上尾、鴻巣、籠原、本庄、本庄早稲田各駅の統合）が発足。
- 2024年3月16日 - 熊谷営業統括センターと籠原運輸区を統合し、熊谷統括センター発足。
- 2026年（令和8年）7月1日（予定） - JR東日本事業運営体制変更に伴い、高崎支社が廃止されることに伴い、高崎支社の高崎線および八高(北)線の埼玉県内区間に関する業務と熊谷統括センターを統合して、熊谷事業本部発足[1]。